# Ingarikó
De Ingarikó (ook aangeduid als  Akawaio of Kapon) zijn een inheems volk in Guyana, Venezuela en de Braziliaanse deelstaat Roraima. Er leven 4000 in Guyana (1990), 728 in Venezuela en 674 in Brazilië (1997). Zij spreken de taal Karib. In Roraima wonen zij in het reservaat Área Indígena Raposa/Serra do Sol.
Akawaio · Arecuna · Arowakken (Lokono) · Karaïben (Kari’na) · Macushi · Patamona · Waiwai · Wapishana · Warau

Mawayana · Taruma · Trio